# برج‌آقا (شازند)
روستای برج در هیجده کیلومتری شهرستان شازند قرار گرفته است و به دلیل اینکه مقبره حاج ملا اسماعیل فدایی در این روستا قرار دارد به برج آقا معرف است.
این روستا در کوهپایهٔ قلهٔ شهباز که بزرگترین قلهٔ استان مرکزی می‌باشد قرار دارد.
زبان مردم فارسی می باشد